# Bom Jesus da Penha
Bom Jesus da Penha este un oraș în unitatea federativă Minas Gerais (MG), Brazilia.